# Chalepus binotaticollis
Chalepus binotaticollis es un coleóptero de la familia Chrysomelidae.
Fue descrita científicamente en 1931 por Maurice  Pic.